# Championnats d'Amérique du Sud d'athlétisme 1956
Navigation
Édition précédente Édition suivante
Les 19e Championnats d'Amérique du Sud d'athlétisme ont eu lieu en 1956 à Santiago du Chili.

## Résultats

### Hommes
| 100 mètres | Paulo de Fonseca (BRA) 10 s 6      | Gerardo Bönnhoff (ARG) 10 s 7            | João Pires Sobrinho (BRA) 10 s 7           |
| 200 mètres | João Pires Sobrinho (BRA) 21 s 5   | Jaime Aparicio (COL) 21 s 7              | Gerardo Bönnhoff (ARG) 21 s 8              |
| 400 mètres | Jaime Aparicio (COL) 47 s 7        | Zados Guardiola (COL) 48 s 2             | Argemiro Roque (BRA) 49 s 0                |
| 800 mètres | Ramón Sandoval (CHI) 1 min 49 s 0  | Eduardo Balducci (ARG) 1 min 51 s 5      | Argemiro Roque (BRA) 1 min 52 s 4          |
| 1 500 mètres | Ramón Sandoval (CHI) 3 min 48 s 4  | Eduardo Balducci (ARG) 3 min 53 s 4      | Waldo Sandoval (CHI) 3 min 54 s 5          |
| 5 000 mètres | Osvaldo Suárez (ARG) 14 min 30 s 8 | Jaime Correa Córdoba (CHI) 14 min 47 s 8 | Walter Lemos (ARG) 14 min 51 s 7           |
| 10 000 mètres | Osvaldo Suárez (ARG) 30 min 12 s 2 | Walter Lemos (ARG) 30 min 27 s 4         | Alfredo de Oliveira (BRA) 31 min 41 s 0    |
| Semi-marathon | Osvaldo Suárez (ARG) 1 h 08 min 54 | Walter Lemos (ARG) 1 h 09 min 00         | Juan Silva (CHI) 1 h 10 min 31             |
| 3000 mètres steeple | Santiago Novas (CHI) 9 min 09 s 0  | Sebastião Mendes (BRA) 9 min 17 s 4      | Guillermo Solá (CHI) 9 min 25 s 8          |
| 110 mètres haies | Ijoel da Silva (BRA) 14 s 7        | Estanislao Kocourek (ARG) 14 s 9         | Francisco Bergonzoni (BRA) 15 s 1          |
| 400 mètres haies | Jaime Aparicio (COL) 52 s 0        | Zados Guardiola (COL) 53 s 1             | Anubes da Silva (BRA) 54 s 2               |
| Saut en hauteur | Oscar Bártoli (ARG) 1,93 m         | Ernesto Lagos (CHI) 1,90 m               | Alberto Bacán (BRA) Juan Ruiz (CHI) 1,85 m |
| Saut à la perche | José Infante (CHI) 3,90 m          | José Rojas (CHI) 3,90 m                  | Fausto de Souza (BRA) 3,90 m               |
| Saut en longueur | Fermín Donazar (URU) 7,23 m        | Ary de Sá (BRA) 7,14 m                   | Luís Akuta (BRA) 7,10 m                    |
| Triple saut | Jorgely Figueira (BRA) 15,14 m     | Luis Huarcaya (PER) 14,59 m              | Carlos Vera (CHI) 14,63 m                  |
| Lancer de poids | Alcides Dambrós (BRA) 14,97 m      | Rubén Scaraffia (ARG) 14,72 m            | Günther Kruse (ARG) 13,97 m                |
| Lancer de disque | Günther Kruse (ARG) 48,57 m        | Hernán Haddad (CHI) 47,24 m              | Pedro Ucke (ARG) 46,56 m                   |
| Lancer de marteau | Alejandro Díaz (CHI) 52,88 m       | Edmundo Zúñiga (CHI) 51,71 m             | Elvio Porta (ARG) 51,55 m                  |
| Lancer de javelot | Ricardo Heber (ARG) 64,45 m        | Néstor Matteucci (ARG) 61,51 m           | Carlos Monge (PER) 59,20 m                 |
| Relais 4 × 100 mètres | Brésil 41 s 4                      | Argentine 41 s 5                         | Colombie 42 s 6                            |
| Relais 4 × 400 mètres | Colombie 3 min 14 s 6              | Brésil 3 min 16 s 1                      | Argentine 3 min 16 s 8                     |
| Décathlon | Héctor Menacho (PER) 5 670 points  | Leonardo Kittsteiner (CHI) 5 499 points  | Aldo Ribeiro (BRA) 5 401 points            |
| Records et Performances - AR : Record continental (area record) - CR : Record des championnats (championship record) - MR : Record du meeting (meet record) - NR : Record national (national record) - OR : Record olympique (olympic record) - PR : Record paralympique (paralympic record) - PB : Record personnel (personal best) - SB : Meilleure performance personnelle de la saison (season's best) - WL : Meilleure performance mondiale de l'année (world leader) - WJR : Record du monde junior (world junior record) - WR : Record du monde (world record) Circonstances et Conditions - DNF : N'a pas terminé (did not finish) - DNS : N'a pas pris le départ (did not start) - DQ : Disqualification (disqualification) - NM : Aucun essai valable enregistré (No Mark) - Q : Qualifié « directement » au prochain tour (ou à la prochaine compétition), lors d'une compétition majeure, grâce au classement ou à la réalisation des minima (automatic qualifier) - q : Qualifié au prochain tour (ou à la prochaine compétition), lors d'une compétition majeure, grâce au repêchage ou à la réalisation de l'une des meilleures performances parmi celles des « non qualifiés directement » (grâce au meilleur temps ou à la meilleure distance par exemple) (secondary qualifier) |                                    |                                          |                                            |

### Femmes
| 100 mètres | Gladys Erbetta (ARG) 12 s 2     | Beatriz Kretschmer (CHI) 12 s 4 | Eliana Gaete (CHI) 12 s 4                  |
| 200 mètres | Beatriz Kretschmer (CHI) 25 s 5 | Gladys Erbetta (ARG) 25 s 8     | Martha Huby (PER) 26 s 1                   |
| 80 mètres haies | Wanda dos Santos (BRA) 11 s 5   | Eliana Gaete (CHI) 11 s 6       | Ada Brener (ARG) 11 s 9                    |
| Saut en hauteur | Nelly Gómez (URU) 1,50 m        | Elizabeth Müller (BRA) 1,50 m   | María Cañas (CHI) Cleide Eloy (BRA) 1,50 m |
| Saut en longueur | Gladys Erbetta (ARG) 5,88 m     | Ada Brener (ARG) 5,41 m         | Olga Bianchi (ARG) 5,39 m                  |
| Lancer de poids | Eliana Bahamondes (CHI) 11,95 m | Pradelia Delgado (CHI) 11,84 m  | Elizabeth Müller (BRA) 11,31 m             |
| Lancer du disque | Isabel Avellán (ARG) 44,08 m    | Rosa Riveros (CHI) 38,22 m      | Ingeborg Mello (ARG) 38,08 m               |
| Lancer du javelot | Marlene Ahrens (CHI) 48,73 m    | Carmen Venegas (CHI) 40,70 m    | Adriana Silva (CHI) 38,91 m                |
| Relais 4 × 100 mètres | Argentine 48 s 6                | Chili 49 s 3                    | Brésil 49 s 4                              |
| Records et Performances - AR : Record continental (area record) - CR : Record des championnats (championship record) - MR : Record du meeting (meet record) - NR : Record national (national record) - OR : Record olympique (olympic record) - PR : Record paralympique (paralympic record) - PB : Record personnel (personal best) - SB : Meilleure performance personnelle de la saison (season's best) - WL : Meilleure performance mondiale de l'année (world leader) - WJR : Record du monde junior (world junior record) - WR : Record du monde (world record) Circonstances et Conditions - DNF : N'a pas terminé (did not finish) - DNS : N'a pas pris le départ (did not start) - DQ : Disqualification (disqualification) - NM : Aucun essai valable enregistré (No Mark) - Q : Qualifié « directement » au prochain tour (ou à la prochaine compétition), lors d'une compétition majeure, grâce au classement ou à la réalisation des minima (automatic qualifier) - q : Qualifié au prochain tour (ou à la prochaine compétition), lors d'une compétition majeure, grâce au repêchage ou à la réalisation de l'une des meilleures performances parmi celles des « non qualifiés directement » (grâce au meilleur temps ou à la meilleure distance par exemple) (secondary qualifier) |                                 |                                 |                                            |

## Tableau des médailles
| Rang | Nation    | Or | Argent | Bronze | Total |
| ---- | --------- | -- | ------ | ------ | ----- |
| 1    | Argentine | 10 | 11     | 9      | 30    |
| 2    | Chili     | 9  | 12     | 8      | 29    |
| 3    | Brésil    | 7  | 4      | 13     | 24    |
| 4    | Colombie  | 3  | 3      | 1      | 7     |
| 5    | Pérou     | 1  | 1      | 2      | 4     |
| 6    | Uruguay   | 1  | 0      | 0      | 1     |